# نوبيوكي هوساكا
نوبُيُوكي هوساكا (باليابانية: 保坂 信之) (مواليد 23 يوليو 1970)، هو لاعب كرة قدم ياباني سابق كان يلعب كلاعب وسط.

## وصلات خارجية
- نوبيوكي هوساكا على موقع رابطة كرة القدم اليابانية للمحترفين (اليابانية)
- نوبيوكي هوساكا على موقع عالم كرة القدم.نت (الإنجليزية)